# Préfecture de Koubia
La préfecture de Koubia est une subdivision administrative de la région de Labé, en Guinée. Le chef-lieu est la ville de Koubia.

## Subdivision administrative
La préfecture de Koubia est subdivisée en six (6) sous-préfectures: Koubia-Centre, Fafaya, Gadha-Woundou, Matakaou, Missira et Pilimini.

## Population
En 2016, la préfecture comptait 106 698 habitants.